# Clopoțel dobrogean
Clopoțelul dobrogean sau clopoțelul românesc (Campanula romanica) este o plantă endemică în România, cunoscută numai în Dobrogea. A fost descoperită de savantul român Traian Săvulescu în 1916. Face parte din familia campanulacee, ordinul Asterales. Este o plantă perenă. Crește în crăpăturile stâncăriilor calcaroase sau granitice, fiind o plantă saxicolă. Rizomul este îngroșat, multicapitat. Din el cresc tulpini numeroase și dese, înalte de 10-40 cm, drepte sau uneori culcate la bază și apoi ascendente, muchiate, verzi, în partea inferioară pubescente, în partea superioară glabre și ramificate. Frunze radicale sunt groase, reniform cordate sau subrotund cordate. Frunzele tulpinale inferioare de obicei uscate, liniar lanceolate sau lanceolate, cele tulpinale mijlocii liniare sau liniar lanceolate, iar cele superioare liniare, liniar setiforme, glabre. Pețiolul frunzei scurt, slab păros. Inflorescență multifloră sau paucifloră. Bobocii florali erecți. Florile sunt erecte, lungi de 8-10 mm, au forma unui clopoțel îngust; au o culoare violet palidă sau albăstruie. Înflorește din iunie până în septembrie. Fructul este o capsulă cilindrică. Este o specie simbol al Dealurilor Dobrogei, protejată prin lege.